# Cheikh Hamidou Kane
Cheikh Hamidou Kane (geboren 2. April 1928 in Matam, Französisch-Westafrika) ist ein senegalesischer Verwaltungsbeamter und Schriftsteller.

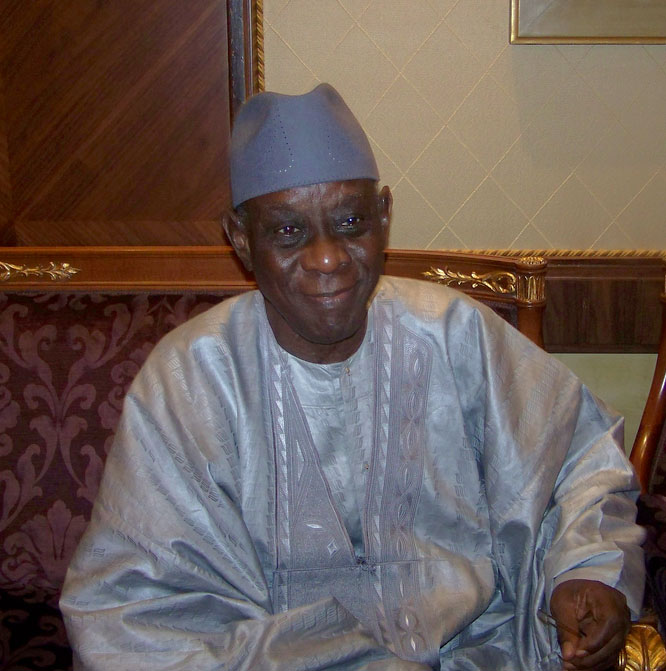
Cheikh Hamidou Kane (2008)

## Leben
Hamidou Kane stammt aus der Oberschicht der Fulbe und wurde zunächst in Fulfulde und Arabisch erzogen. Kane erhielt nach dem Besuch der Koranschule eine Ausbildung an der École primaire supérieure Blanchot in Saint-Louis. In Dakar machte er das Baccalauréat und ging nach Paris, wo er 1959 an der Sorbonne einen Abschluss in Philosophie und Recht machte und das Brevet für den französischen Kolonialdienst an der École nationale de la France d’Outre-Mer (ENFOM).
Kane kehrte in den seit 1958 unabhängigen Senegal zurück und wurde 1960 Gouverneur der Region Thiès. 1961 wurde er Kabinettschef im Planungs- und Entwicklungsministerium. Nach dem Sturz des Ministerpräsidenten Mamadou Dia durch den Präsidenten Léopold Sédar Senghor Ende 1962 verließ er das Land und arbeitete in Westafrika für die Unicef. 1976 kehrte er zurück und arbeitete wieder als Regierungsangestellter.
Kane veröffentlichte 1961 in Frankreich bei Éditions Julliard den Roman L’Aventure ambiguë, für den er 1962 den Grand Prix littéraire de l’Afrique noire erhielt. Seinen zweiten Roman Les Gardiens du Temple verfasste er in den 1960er Jahren, konnte und wollte ihn aber nicht veröffentlichen, er erschien erst 1995.
Kane erhielt 2019 den kamerunischen Literaturpreis Grand Prix des mécènes.

## Werke (Auswahl)
- L’Aventure ambiguë. Julliard, 1961
  - Der Zwiespalt des Samba Diallo : Erzählung aus Senegal. Übersetzung János Riesz,  Alfred Prédhumeau. Frankfurt am Main : Lembeck, 1980
- Les Gardiens du Temple. Stock, 1995
- Sur la terre comme au ciel, ou l’itinéraire des Diallobé entre L’Aventure ambiguë et Les Gardiens du Temple, in: Lingua Romana, Vol 10, Issue 1, Fall 2011